# ハプスブルク法

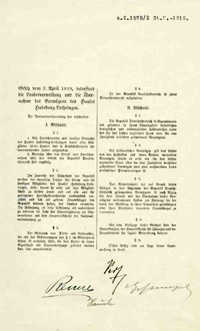
ハプスブルク法

ハプスブルク法（ドイツ語: Habsburgergesetz）は、オーストリア共和国の法律。オーストリア＝ハンガリー帝国崩壊から間もない1919年3月17日にオーストリア共和国初代首相カール・レンナーによって国民議会に提出され、同年4月3日に可決された。同日に可決された貴族廃止法とともに、オーストリア共和国の憲法の一部分を構成するとされる。
正式名称は「ハプスブルク＝ロートリンゲン家の国外追放と財産没収に関する1919年4月3日の法律（Gesetz vom 3. April 1919, betreffend die Landesverweisung und die Übernahme des Vermögens des Hauses Habsburg-Lothringen.）」。

## 沿革
この法律によって、ハプスブルク一族は財産没収のうえでオーストリア国外へ追放されることとなった。ただし、王朝と絶縁すること、ならびに統治権を放棄することを宣言した者は、一介の市民として国内居住を認められた。
法律を受け入れた皇族として、フランツ・ヨーゼフ1世の娘マリー・ヴァレリー大公女や、その息子フーベルト・ザルヴァトール大公、ヨーゼフ・フェルディナント大公、ライナー大公、レオポルト大公などがいる。トスカーナ系統の一族に多く、彼らには原則として私有財産の保持が認められた。
ハプスブルク法を受諾した皇族たち

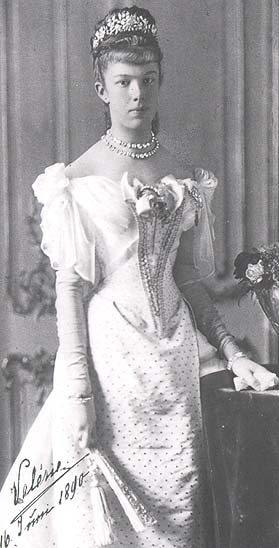
マリー・ヴァレリー・フォン・エスターライヒ
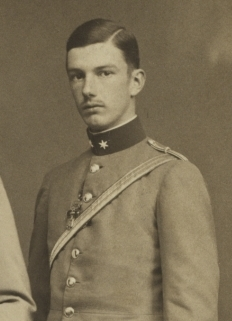
フーベルト・ザルヴァトール・フォン・エスターライヒ＝トスカーナ
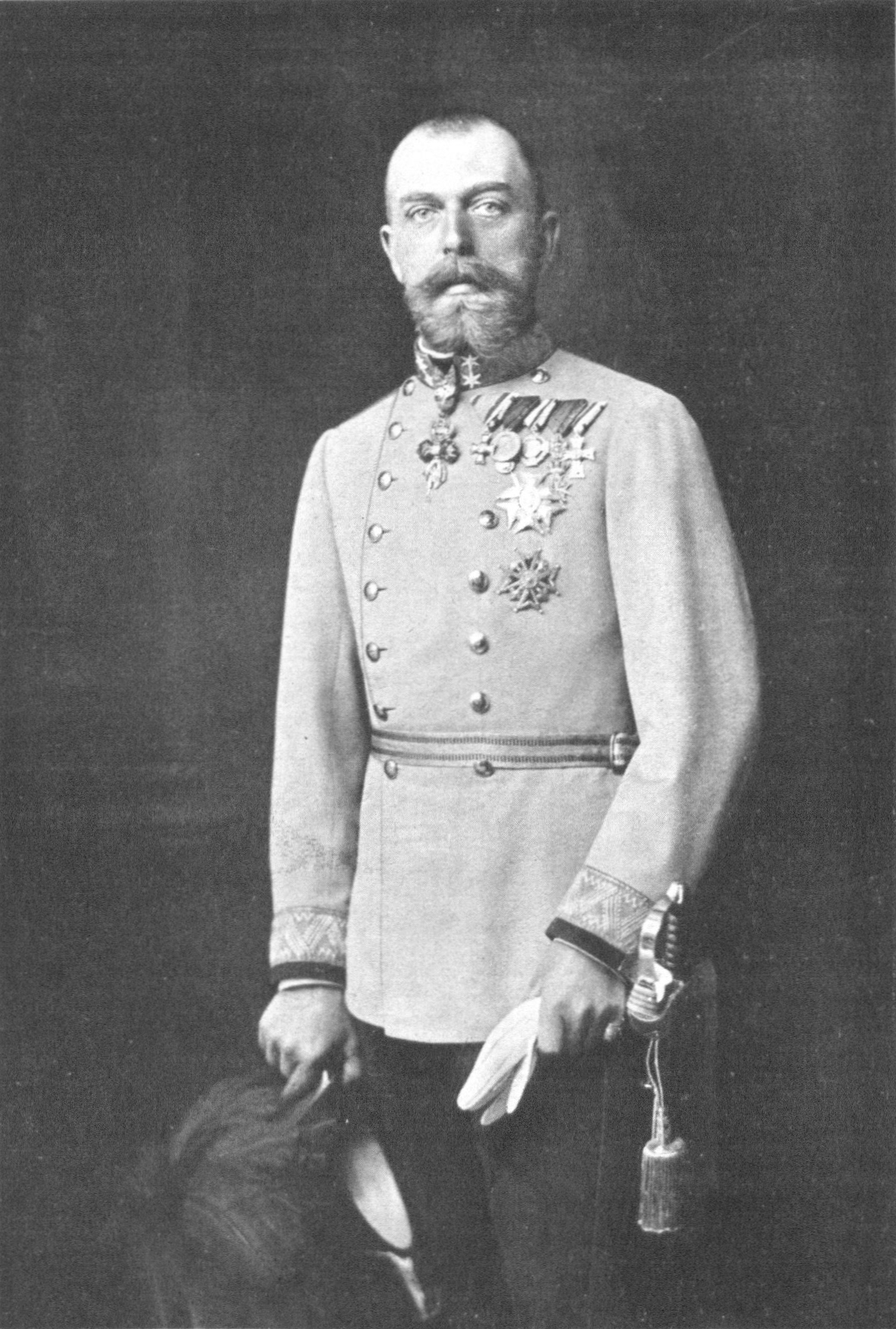
ヨーゼフ・フェルディナント・フォン・エスターライヒ＝トスカーナ
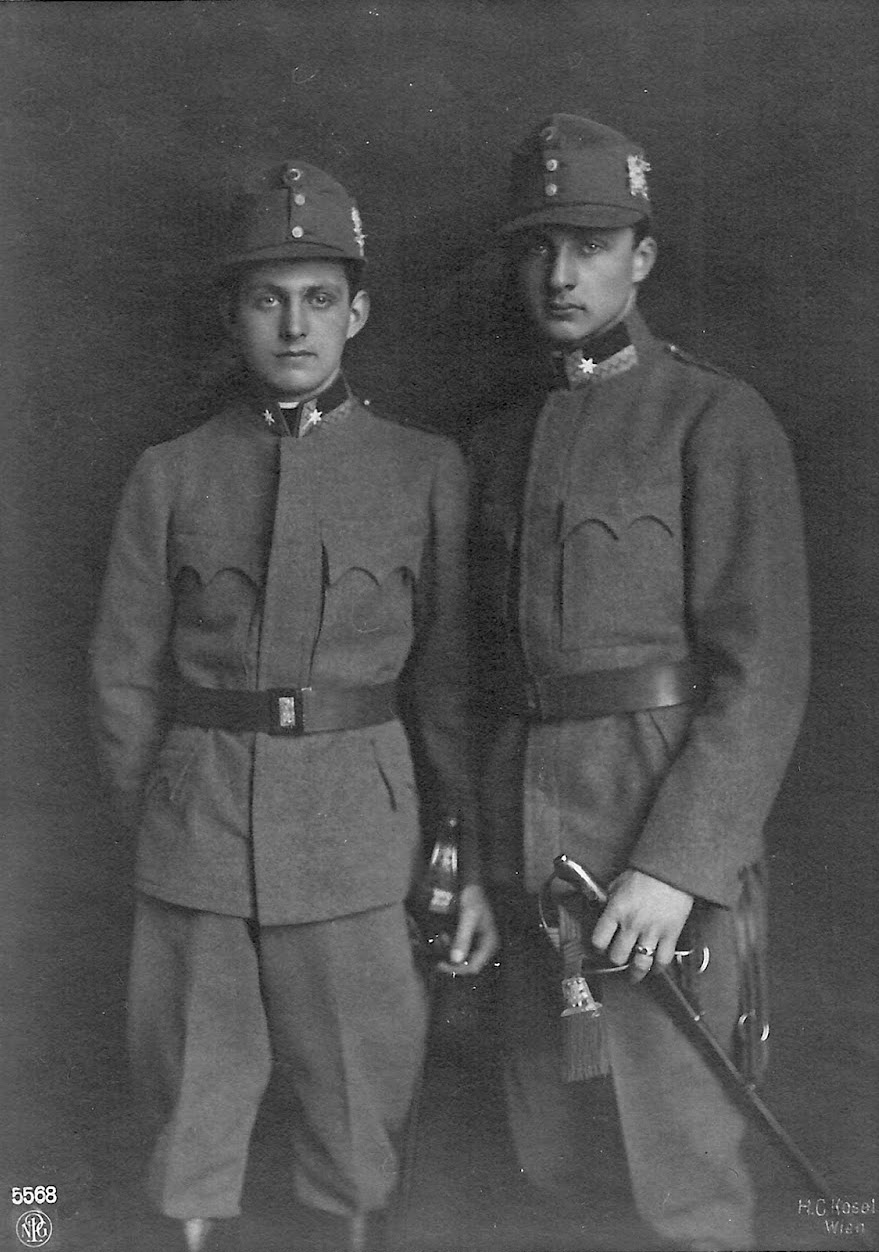
ライナー・フォン・エスターライヒ＝トスカーナとその弟レオポルト・フォン・エスターライヒ＝トスカーナ
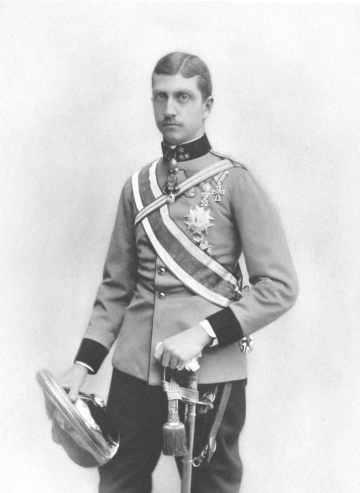
ハインリヒ・フェルディナント・フォン・エスターライヒ＝トスカーナ（ドイツ語版）

皇帝カール1世がハプスブルク法を受諾しなかったことにより、ハプスブルク家は帝冠に基づく財産のみならず、マリア・テレジアが夫・神聖ローマ皇帝フランツ1世の私的遺産の一部を元として創設した、一族の生活扶助と持参金のための扶助基金なども没収された。フランツ・ヨーゼフ1世の父フランツ・カール大公の財産から供出された、「帝位喪失の危機に瀕したときのみ使用を許可する」と明記されたフランツ・ヨーゼフ一族世襲財産も収公の対象となった。
オーストリアの保守層の間では、早い段階からハプスブルク法は非難の対象とされた。
戦間期の情勢下においてオーストリアの君主主義的感情が高まるなかで、1935年7月、収公されたハプスブルク家の財産のいくらかは返還された。しかしその後、オーストリアを併合したナチス・ドイツによって再び没収された。また、戦後になって独立を回復したオーストリアは1919年の状態を復活させ、1935年の返還決定を無効とした。
1980年、帝政廃止後に生まれたルドルフ・ハプスブルク＝ロートリンゲンが、自分にハプスブルク法が適用されているのは不当だとオーストリアの裁判所に訴え、勝訴した。これにより、ハプスブルク法の制定以降に生まれたハプスブルク一族は、帝位請求権の放棄を宣言せずともオーストリアに入国できるようになった。
さらに1996年3月、オーストリアの欧州連合加盟から1年が経過し、国境の検問が緩くなった機会に、ハプスブルク法の受諾を拒絶する元皇族フェリックス・ハプスブルク＝ロートリンゲンがドイツからオーストリアに入国する事件を起こし、政界で大問題になった。オーストリア国民党や当時の大統領トーマス・クレスティルがハプスブルク法の即時撤廃を主張する一方で、オーストリア社会民主党は帝権と財産の放棄が入国許可の前提だとして、一か月にわたる論争が繰り広げられた末に、国外追放の記述に関しては事実上死文化された。
1998年、連邦議会のアルフレート・ゲルストル議長は、ハプスブルク法がある限りオーストリアは人道的な民主主義を体現していると世界中で信頼されることはないとの考えを示し、個人的には廃止に賛成であると述べた。2019年現在、財産没収の条文についてはなお有効である。現在のハプスブルク家当主カールは、2013年12月にインタビューを受けた際に、ハプスブルク法とベネシュ布告を「全くのナンセンス」「完全に時代遅れ」であると批判している。

## 財産返還問題
君主制廃止に伴ってオーストリア共和国に財産を没収されたのはハプスブルク家のみである。エステルハージ家やシュヴァルツェンベルク家、リヒテンシュタイン家といった旧オーストリア貴族は、今なおオーストリア国内に広大な土地を所有している。ハプスブルク家だけが非常に不平等な扱いを受けていることは明白であり、オーストリア国民の中にはハプスブルク家への財産返還を支持する者もいるが、返還論者の間でもその立場は一定ではない。
そもそも財産没収そのものが不当だったという主張もあれば、第一次世界大戦の開戦責任が当時の皇帝フランツ・ヨーゼフ1世にあるとしても、開戦決定に関与していない者も含むハプスブルク一族全体に責任を負わせる形での財産没収は不当だったという主張もある。
ハプスブルク家から没収された財産は、第一次世界大戦による未亡人と孤児の救済を目的とする戦争被害者基金に充てられた。このことから、（財産没収を是とするとしても）基金が解散した時点で返還すべきだったとの見解もあり、現在のハプスブルク家当主カールはこの立場である。
ウルリッヒ・ハプスブルク＝ロートリンゲンは、財産返還のほか、バイエルンの「ヴィッテルスバッハ家補償基金」をモデルとする解決策について述べたことがある。当然ながらオーストリア国民の中には、財産返還は一切すべきでないという主張もある。
現代のハプスブルク家は、族内に大きな経済的格差を抱えており、一族の多くはそのことを不満に思っている。先述のように、トスカーナ系の一族にはハプスブルク法を早々に受諾する者が多かったため、その子孫は今日に至るまで多くの資産を保持している。歴史家カール・フォルセカの見積もりによれば、ハプスブルク家トスカーナ支流の総資産は1億ユーロ（2019年3月15日の為替レートで約126億円）である。
ハプスブルク家トスカーナ支流の今日の資産

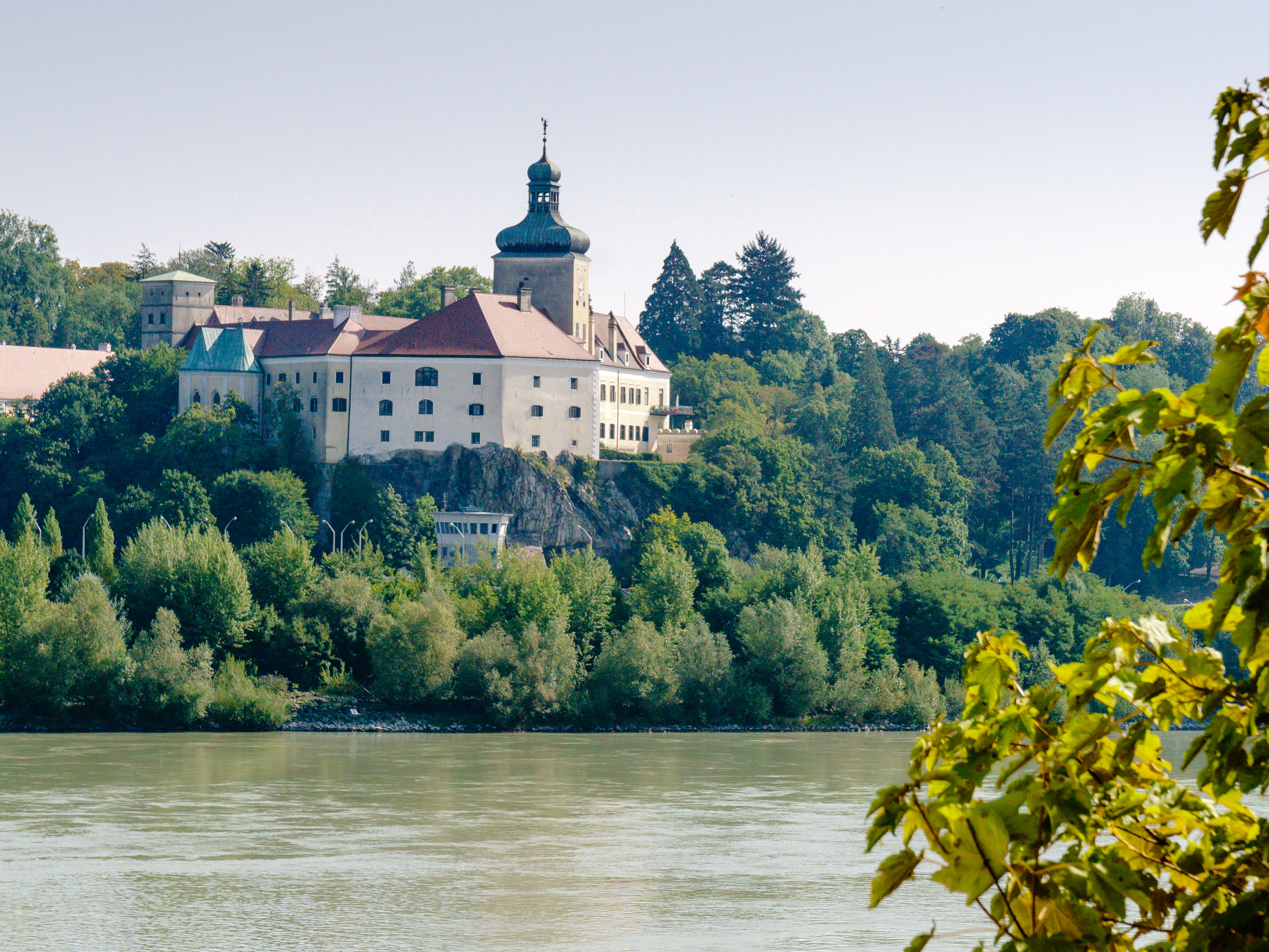
パーセンベウーク城（ドイツ語版）
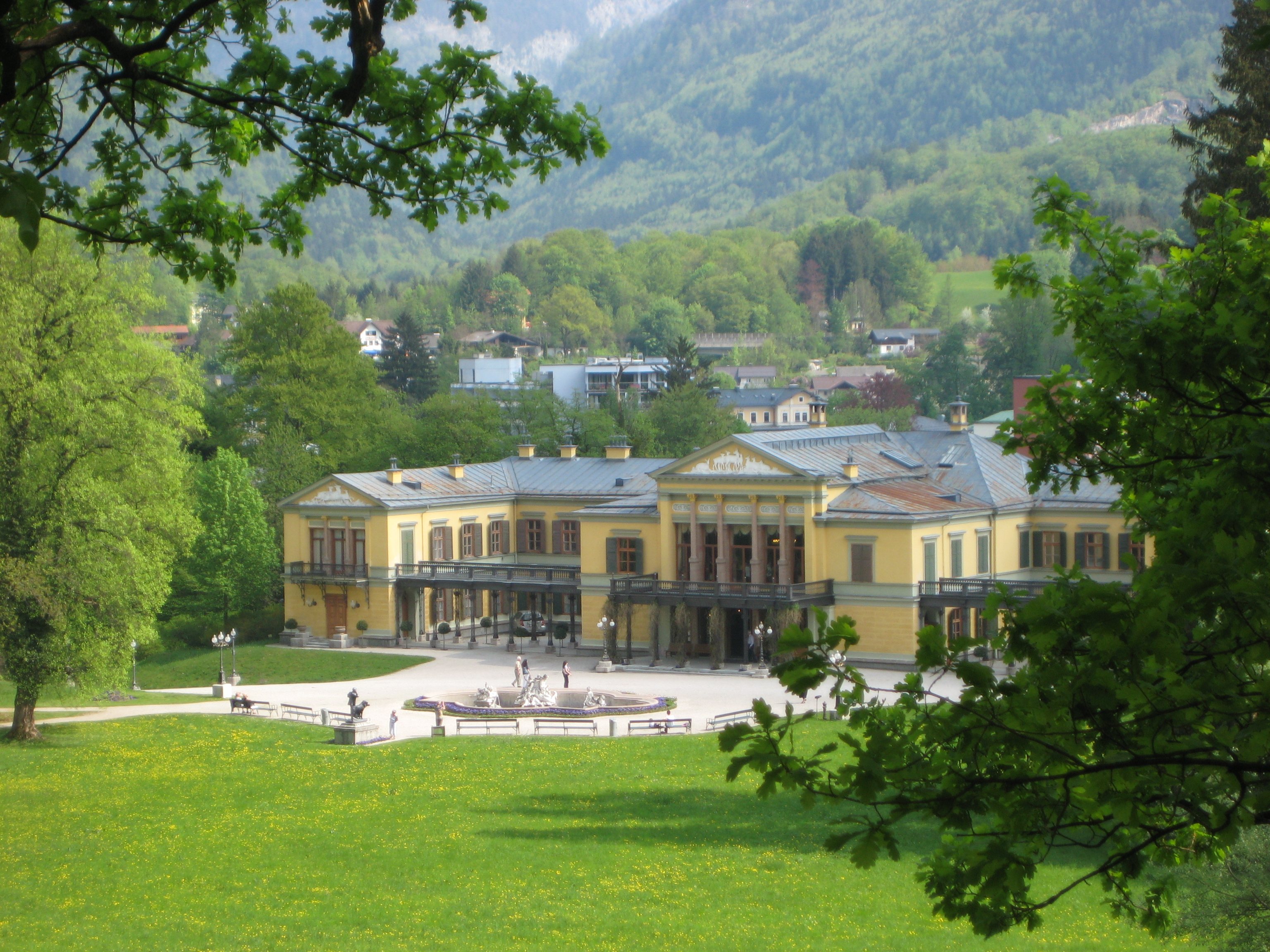
カイザーヴィラ（ドイツ語版）
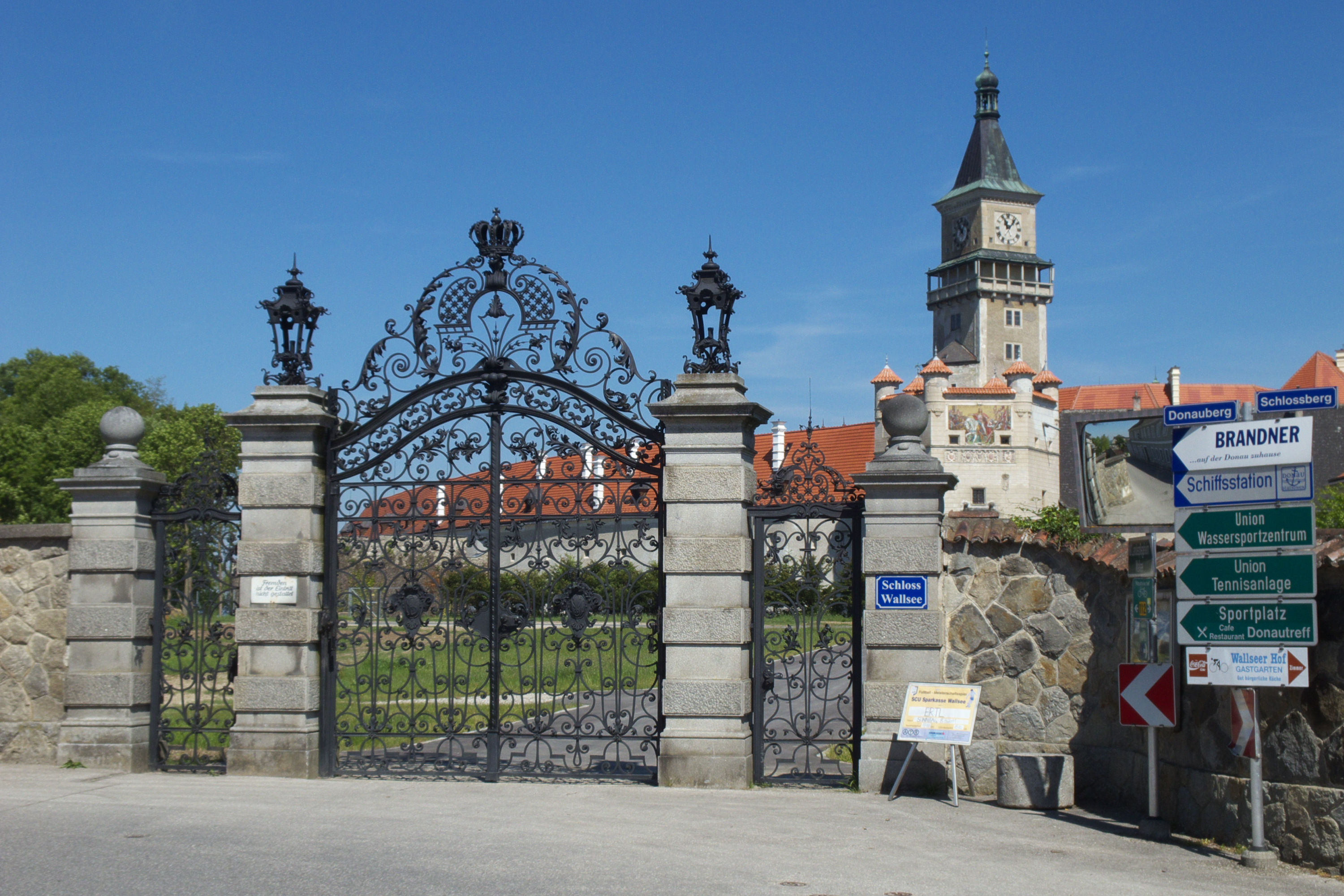
ヴァルゼー城（ドイツ語版）